# Jerzy Marr
Jerzy Marr, właśc. Oktawian Zawadzki (ur. 21 marca 1901 we Lwowie, zm. 9 maja 1962 w Warszawie) – polski aktor filmowy i teatralny.

## Życiorys
Urodził się w rodzinie Szczepana Zawadzkiego i Marii ze Świdnickich. Był przyrodnim bratem aktorki Barbary Orwid. Uczęszczał do gimnazjum we Lwowie. Jako nastoletni ochotnik służył w armii austriackiej, a następnie w 1918 brał udział w obronie Lwowa. W 1920 został dwukrotnie ranny podczas walk z bolszewikami. Potem studiował przez dwa lata na Politechnice Lwowskiej i na Wydziale Prawa Uniwersytetu Jana Kazimierza, których nie ukończył. Zaczął występować w teatralnych zespołach amatorskich. Od 1927 był aktorem filmowym. W 1930 występował w teatrze Wesoła Papuga w Warszawie, w latach 1933–1934 śpiewał w operetkach w Teatrze 8:30, w 1935 grał w Teatrze Ateneum. Stał się gwiazdorem filmu niemego. Wystąpił w filmie Pod banderą miłości, który został zrealizowany przez założoną przez niego, Zbigniewa Sawana i Michała Waszyńskiego spółkę „Zjednoczeni Artyści Filmowi”. Organizował Sekcję Filmową Związku Artystów Scen Polskich.
Podczas okupacji nie grał w teatrach pod niemieckim zarządem – wycofał się z zawodu i pracował jako kelner, był oficerem Armii Ludowej, brał udział w powstaniu warszawskim.
Po wojnie już się nie pojawiał na ekranach kin, poświęcając się aktorstwu teatralnemu.
- 1947 – Teatr Studio w Warszawie
- 1948 – Teatr Miejski w Lublinie
- 1948–1951 – Teatr im. S. Jaracza w Olsztynie
- 1951–1962 – Teatr Ludowy w Warszawie

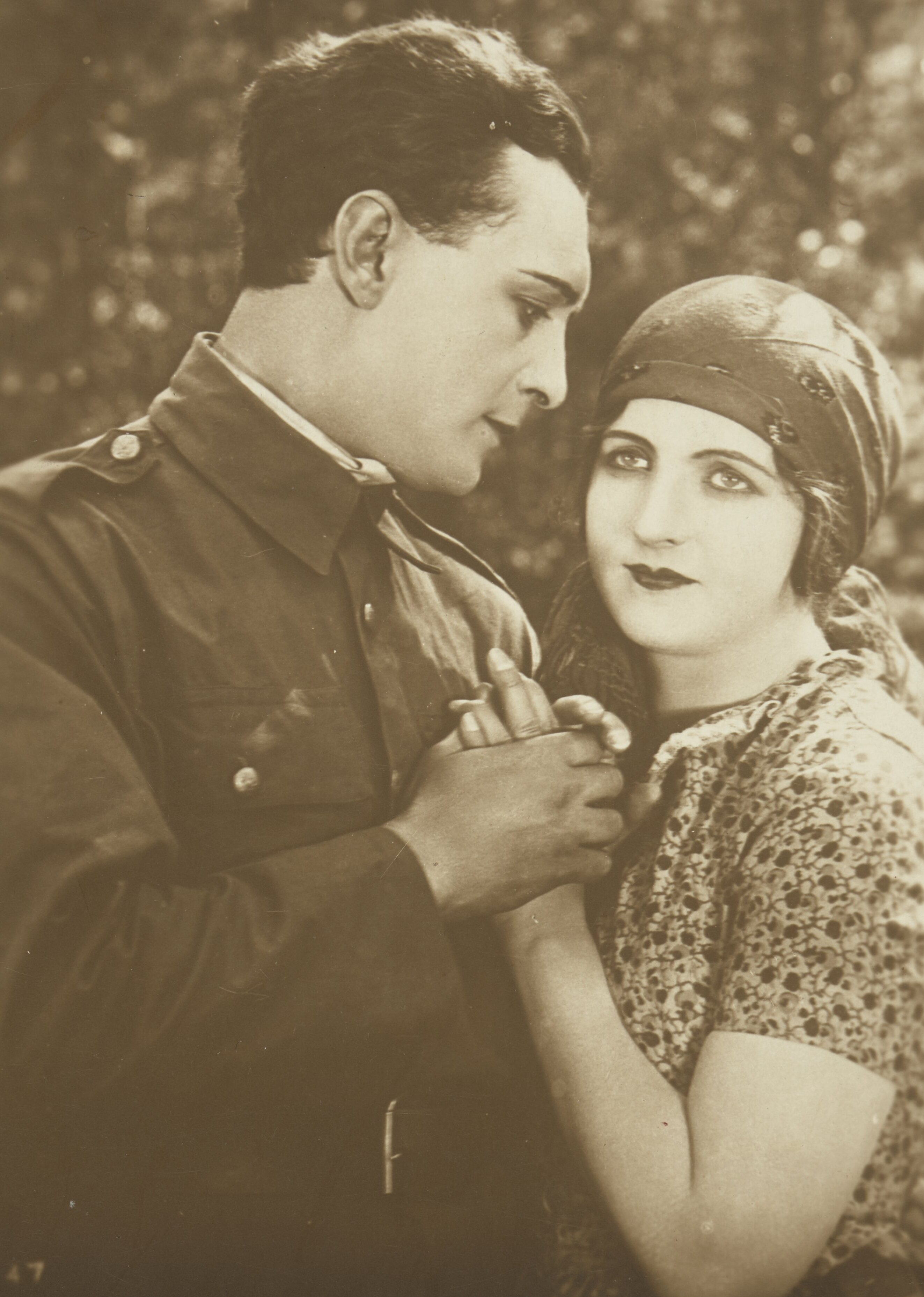
Jerzy Marr i Jadwiga Smosarska w filmie Tajemnica starego rodu, 1928 r.

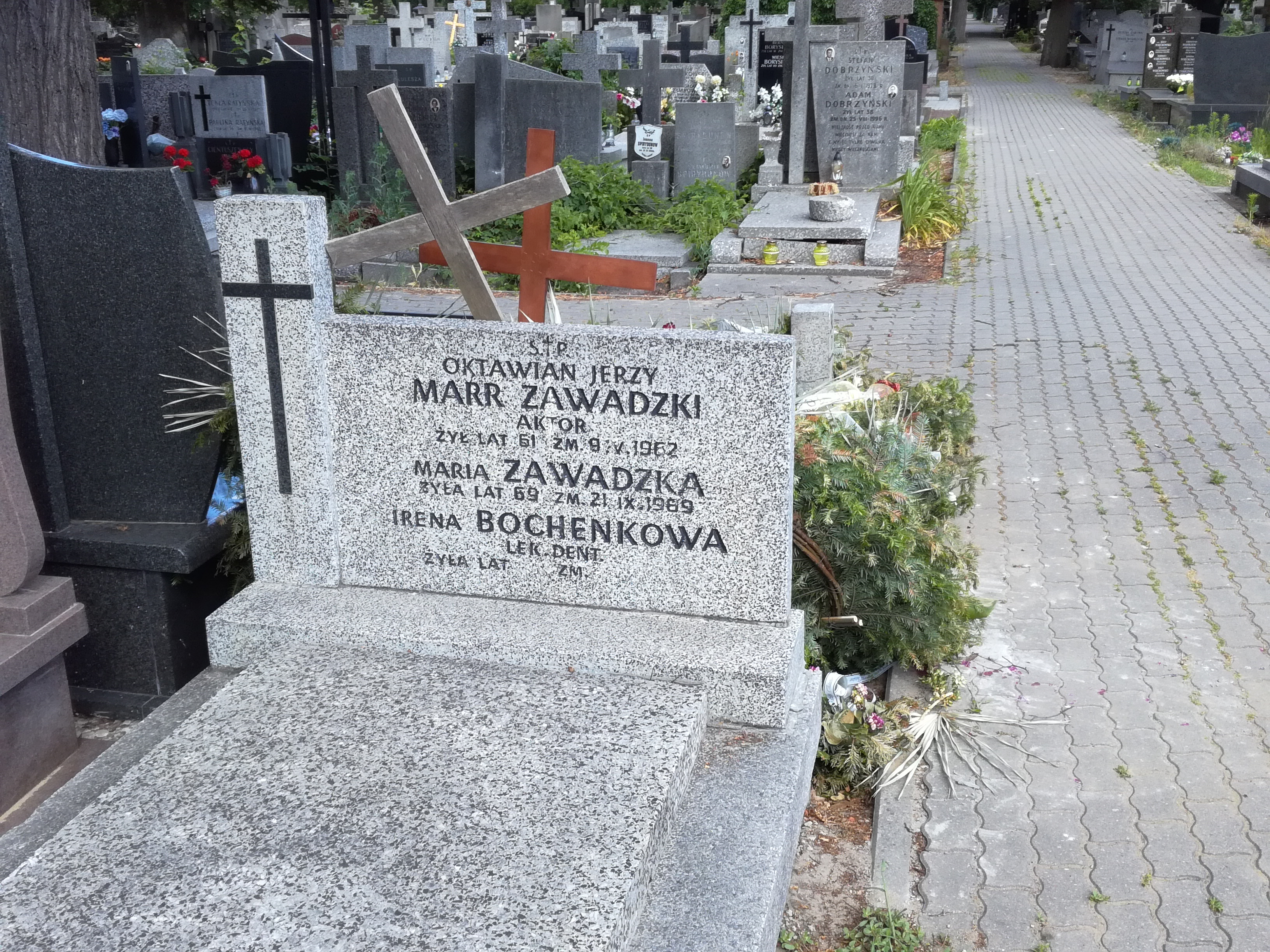
Grób Jerzego Marra na cmentarzu Bródnowskim w Warszawie

Zmarł w Warszawie, pochowany 12 maja 1962 na cmentarzu Bródnowskim w Warszawie (kwatera 30D-2-1).

## Filmografia
| - 1927: Mogiła nieznanego żołnierza jako profesor Piotr Głowiński - 1927: Zew morza jako Stach, syn młynarza, oficer marynarki - 1928: Pan Tadeusz jako Stanisław Szczęsny Potocki - 1928: Tajemnica starego rodu jako Ryszard, sekretarz księcia - 1928: Niewolnicy życia. Za grzechy ojców jako Władek - 1929: Policmajster Tagiejew jako student Kazio, brat Jani - 1929: Tajemnica skrzynki pocztowej jako inżynier Sław Lechowicz - 1929: Pod banderą miłości jako Jerzy Rzęcki, sekretarz poselstwa w Sztokholmie - 1932: Puszcza | - 1932: Szyb L-23 jako Antek - 1933: Zabawka jako Jurek, syn Łatoszyńskiego - 1934: Awanturki jego córki - 1935: Wacuś jako Roma, kuzyn Kazi - 1935: Rapsodia Bałtyku jako porucznik Jerzy Jedyński - 1937: Książątko jako fordanser - 1938: Szczęśliwa trzynastka jako Jerzy Runicz, kapelmistrz w teatrze Miraż - 1939/1942: Testament profesora Wilczura |

### Współpraca reżyserska
- 1937: Ty, co w Ostrej świecisz Bramie

## Odznaczenia
- Medal 10-lecia Polski Ludowej (19 stycznia 1955)[6]